# Немачка подморница У-21
Подморница У-21 је била Немачка подморница типа II-Б и коришћена у Другом светском рату. Подморница је изграђена 3. августа 1936. године и служила је у 1. подморничкој флотили (1. август 1936 — 1. август 1939) - борбени брод, 1. подморничкој флотили (1. септембар 1939 — 31. децембар 1939) - борбени брод, 1. подморничкој флотили (1. јануар 1940 — 30. јун 1940) - борбени брод, и 21. подморничкој флотили (1. јул 1940 — 5. август 1944) - школски брод.

## Служба
Заједно са већином немачких подморница, У-21 напуста базу Вилхелмсхафен 25. августа 1939. године, и одлази на одређену позицују у Северном мору, ради могуће интервенције Француске и Британске флоте, услед Немачког напада на Пољску. Дванаест дана касније, 5. септембра, У-21 упловљава у Вилхелмсхафен, одакле креће 9. септембра у ново патролирање. Истог дана, бтитанска подморница HMS Ursula (N 59) (Г. К. Филипс) испаљује прва британска подморничка торпеда у Другом светском рату, када је извршила неуспешан напад на немачке подморнице У-35 и У-21, на око 23 наутичке миље северно од оства Схирмониког, Холандија. Након 25 дана патролирања, подморница У-21 упловљава 3. октобра у базу Кил, из које 22. октобра креће на ново патролирање. Дана, 6. новембра 1939. године, британска подморница HMS Sealion (Б. Брајан), испаљује 6 торпеда ка подморници У-21, али сва торпеда промашују циљ. Два дана касније, У-21 упловљава у базу Кил.
У 10:58 сати, 21. новембра 1939. године, британска лака крстарица Белфаст (капетан Џ. А. Скот) удара у једну мину, коју је 4. новембра положила У-21, у близини острва Меј, залив Ферт ов Форт. Крстарица се налазила на артиљеријској вежби, заједно са крстарицом Саутхемптон (капетан Ф. В. Х. Џинс) и разарачем HMS Afridi (F 07) (капетан Г. Х. Крисвил). Експлозија разбија задњи део брода, проузрокујући тешка оштећења и рањава 21. члана посаде, од којих ће један, 30. новембра, подлећи ранама. Крстарицу одвлаче реморкери HMS Krooman и Brahman, до Росита ради привременог ремонта. Касније крстарица одлази у Плимут где пролази генерални ремонт. Подморница У-21 креће 27. новембра 1939. године из базе Кил, на четврто своје патролирање.
У 04:53 сати, 1. децембра 1939. године, незаштићени фински трговачки брод  (заповедник Гунар Нилсон-Олант) је био погођен у близини јарбола једним торпедом, испаљеног са У-21, и тоне у року од 6 минута. Један члан посаде је погинуо. Брод је опажен 3 минута раније, са појавом прве светлости, али без јасно видљивих националних обележја. Питерхедски брод за спасавање Julia Park Barry of Glasgow и моторни рибарски брод Bread Winner су напустили Питерхед и пошли да спасу бродоломнике. Деветнаест људу у једном чамцу за спасавање и на једном сплаву су заједно са још 4 друга бродоломника, пронађена и спасена од рибарског брода, на око 3 наутичке миље источно-североисточно од Питерхеда, а затим пребачена до луке. Дванаесторо осталих бродоломника, који су се налазили у другом чамцу за спасавање, стигло је веслањем током јутра до обале. У-21 упловљава 5. децембра у базу Кил.
Дана, 17. децембра 1939. године, подморница У-21 полази из базе Кил на ново патролирање. У 06:50 сати, 21. децембра, У-21 уочава два трговачака брода на јутарњем светлу али без видљивих националних ознака. У 07:25 сати, први брод, шведски трговачки брод Mars, је погођен једним торпедом и тоне заједно са 18 чланова посаде, у року од 90 секунди, источно-североисточно од острва Меј. У 07:42 сати, други брод, шведски трговачки брод  (заповедник Карл Мартин Еклунд) је био погођен једним торпедом, и стаје, али остаје на води, и тоне тек након још једног поготка, у 10:16 сати. Десет члана његове посаде је погинуло. Једног преживелог са првог брода, и седам преживелих са другог брода, сакупља следећег дана норвешки трговачки брод Hop, и искрцава их у Кристијанстад.
Истог дана, 21. децембра, британски помоћни ратни брод HMS Bayonet (Z 05) (В. Барон) удара у једну мину, коју је 4. новембра положила У-21 и тоне у залив Ферт ов Форт. Командант и 2 члана посаде су погинула, а 28 члана посаде су рањена. Подморница У-21, након 8 дана патролирања, упловљава 24. децембра у базу Кил. Месец дана касније, 27. јануара 1940. године, сада под новим командантом, Ханс-Харо Штиблера, У-21 креће на ново патролирање. У 19:54 сати, 31. јануара, дански трговачки брод , који је пловио без заштите, био је погођен једним торпедом са У-21, на око 100 наутичке миље источно од Мареј Ферта, и тоне следећег дана. У 19:48 сати, подморница је испалила једно торпедо, које је испливало на површину и експлодирало поред брода, који је стао. Друго торпедо је испаљено два минута касније, али ни оно није погодило брод Vidar. Дански трговачки брод , који је покупио преживеле са брода Vidar, је био гађан једним торпедом у 20:11 сати, али и оно је испливало на површину и експлодира, не оштетивши брод.
Подморница У-21 упловљава 9. фебруара 1940. године у базу Вилхелмсхафен, и ту остаје више од два месеца. Дана, 24. фебруара, британски трговачки брод  (заповедник Чарлс А. Пајпер), који се одвојио од конвоја FN-100, удара у једну мину, коју је 4. новембра 1939. године, положила У-21, и тоне у залив Ферт ов Форт. Заповедника и 26 чланова посаде (комплитна посада), сакупља слуп HMS Weston (L 84), и искрцава их у Росит. У склопу припрема операције, напада на Норвешку и Данску, подморница У-21 напуста, 21. марта 1940. године, базу Вилхелмсахафен и одлази у норвешке воде, али се тамо услед навигацијске грешке, насукала на обалу, услед чега је интернирана од стране Норвешке. Након немачке окупације Норвешке, У-21 је поново уврштена у састав немачке морнарице, и 16. априла 1940. годне, напуста Норвешку и одлази ка бази Кил, где стиже 20. априла. По завршеном ремонту, она је 1. јула 1940. године, уврштена у састав 21. флотиле, где служи као школски брод. Подморница У-21 је 5. августа 1944. године, изведена из службе, а током фебруара 1945. године, је сасечена.

## Команданти
- Курт Фрајвалд - 18. јул 1935 — 3. октобар 1937.
- Вернер Лот - септембар 1936. - 31. март 1937.
- Вилхелм Амбросиус - 1937—1937.
- Ервин Сахс - 1937—1937.
- Фриц Фрауенхајм - 1. октобар 1937 — 6. јануар 1940. (Витешки крст)
- Волф-Харо Штиблер - 6. јануар 1940 — 28. јул 1940.
- Ханс Хајтман - 1. август 1940 — 20. децембар 1940. (Витешки крст)
- Ернст-Бернвард Лосе - 21. децембар 1940 — 18. мај 1941.
- Карл-Хајнц Хербшлеб - 19. мај 1941 — 3. јануар 1942.
- Ханс- Хајнрих Делер - 4. јануар 1942 — 24. септембар 1942.
- Ханс-Фердинанд Гајслер - 25. септембар 1942 — 28. јануар 1943.
- Рудолф Кугелберг - 29. јануар 1943 — 11. мај 1944.
- Волфганг Шварцкопф - 12. мај 1944 — 5. август 1944.

## Бродови
| Име брода | Држава               | Тежина      | Година изградње | Датум напада       | Напомена |
|           | Уједињено Краљевство | 11.500 тона | 1939.           | 21. новембар 1939. | Оштећен  |
|           | Финска               | 4.260 тона  | 1904.           | 1. децембар 1939.  | Потопљен |
|           | Шведска              | 1.352 тона  | 1882.           | 21. децембар 1939. | Потопљен |
|           | Уједињено Краљевство | 605 тона    | 1939.           | 21. децембар 1939. | Потопљен |
|           | Шведска              | 1.475 тона  | 1882.           | 21. децембар 1939. | Потопљен |
|           | Данска               | 1.353 тона  | 1915.           | 31. јануар 1940.   | Потопљен |
|           | Уједињено Краљевство | 2.266 тона  | 1928.           | 24. фебруар 1940.  | Потопљен |
| --------- | -------------------- | ----------- | --------------- | ------------------ | -------- |